# Pera benensis
Pera benensis là một loài thực vật có hoa trong họ Peraceae. Loài này được Rusby mô tả khoa học đầu tiên năm 1920.